# Return of the Tender Lover
Return of the Tender Lover è il decimo album in studio del cantante R&B statunitense Babyface, pubblicato il 4 dicembre 2015.

## Tracce
1. We've Got Love – 4:49
2. Fight For Love – 4:58
3. Exceptional – 5:40
4. Walking on Air (featuring El DeBarge) – 3:54
5. I Want You (featuring After 7) – 4:21
6. Love & Devotion – 3:43
7. Standing Ovation – 4:45
8. Something Bout You – 5:58
9. Our Love – 4:37